# Ennio (Musiker)
Ennio (* 29. Dezember 1999 in München; bürgerlich Ennio Frankl), auch bekannt als Emotional Club, ist ein deutscher Musiker.

## Leben
Ennio Frankl wurde 1999 in München geboren. Seine Eltern wählten seinen Vornamen in Anlehnung an den Komponisten Ennio Morricone.
2016 begann er unter dem Künstlernamen Emotional Club elektronische englischsprachige Indie-Musik zu veröffentlichen. Sein bekanntester Song unter diesem Namen ist Crystal. Zu den Vorbildern für seinen Musikstil gehörten Tom Misch und FKJ. Seit 2021 veröffentlicht er deutschsprachige und teilweise akustischere Tracks unter dem Namen Ennio. Lena Klasen vom Musikmagazin Diffus erinnert die Dynamik, die der Wechsel der Sprache seiner Stimme verliehen habe, an Henning May, auch Natalie Driever von 1 Live zieht diesen Vergleich. Am selben Tag der Veröffentlichung seiner ersten Single als Ennio namens Blaulicht spielte er das erste Konzert als Supportact einer Tournee von Provinz. Auch Jeremias und Majan begleitete er auf Tourneen. Nachdem er im Sommer 2022 auf einigen Festivals gespielt hatte, darunter das Waves Vienna und das Reeperbahn Festival, Splash war er im Dezember 2022 selber auf seiner ersten Tournee in elf Städten in Deutschland und Österreich. Zu den bespielten Veranstaltungsorten gehören der Felsenkeller in Leipzig, Skaters Palace in Münster und das E-Werk in Erlangen. Darüber hinaus trat er im November 2022 bei Late Night Berlin auf.
Er ist Gründer des Labels Orgel Enterprise, unter dem er seine eigenen Songs veröffentlicht.

## Diskografie
Alben
- 2022: Nirvana
- 2024: Schlaraffenland

Singles und EPs
- 2021: Blaulicht
- 2022: Blaulicht (stripped)
- 2022: Kippe
- 2022: Gift
- 2022: stundenull (EP)
- 2022: stundenull (stripped) (EP)
- 2022: Unendlichkeit
- 2022: Freister Mensch der Welt
- 2022: König der Nachbarschaft
- 2023: rimini tape (EP)
- 2023: Utopie
- 2023: James Blake (mit Provinz)
- 2023: Drachenfrucht (mit Berq)
- 2024: Zeit
- 2024: Zeit (mit RIN)
- 2024: Allein (EP)
- 2024: Strategie (EP)
- 2024: Die Jungs (EP)
- 2024: Blitzlicht (EP)
- 2024: Fühlst du gar nichts? (mit Nina Chuba)
- 2024: Kippe (Live in Berlin)
- 2024: aus dem nichts tape (EP)
- 2025: Angst
- 2025: Heimweh
- 2025: Isar
- 2025: 2 Teile

## Auszeichnungen
- 2022: New Music Award[12]